# Loxosceles martha
Loxosceles martha är en spindelart som beskrevs av Willis J. Gertsch och Ennik 1983. Loxosceles martha ingår i släktet Loxosceles och familjen Sicariidae. Inga underarter finns listade i Catalogue of Life.